# ایران در ۲۰۰۸
ایران در ۲۰۰۸ گاه‌شماری از مهم‌ترین رویدادها در سال ۲۰۰۸ در کشور ایران است.

## حاکمان
- مقام معظم رهبری: علی خامنه ای
- رئیس‌جمهور: محمود احمدی‌نژاد
- نایب رئیس: پرویز داودی
- رئیس دادگستری: محمود هاشمی شاهرودی

## رویدادها

### فوریه
- ۴ فوریه - ایران موشک تحقیقاتی کاوشگر-۱ را برای افتتاح یک مرکز فضایی تازه ساخته پرتاب کرد.[۱]

### مارس
- ۱۴ مارس - رای‌دهندگان ایرانی در انتخابات مجلس به پای صندوق‌های رای رفتند. نزدیک به ۹۰ درصد از نامزدهای اصلاح طلب رد صلاحیت شدند.[۲]
- ۱۶ مارس - ائتلاف محافظه کار در انتخابات مجلس شورای اسلامی ایران پیروز شد.[۳]